# Fuxin
Fuxin (en chino, 阜新; pinyin, Fùxīn) es una ciudad-prefectura del noreste (NE) de República Popular China ubicada en la provincia de Liaoning.

## Administración
La ciudad prefectura de Fuxin se divide en 7 localidades que se administran en 5 distritos urbanos y 2 condados rurales.
| Mapa | Mapa                      | Mapa             | Mapa                     | Mapa             | Mapa       | Mapa            |
| ---- | ------------------------- | ---------------- | ------------------------ | ---------------- | ---------- | --------------- |
|      |                           |                  |                          |                  |            |                 |
| #    | Nombre                    | Chino            | Pinyin                   | Población (2003) | Área (km²) | Densidad (/km²) |
| 1    | Distrito Haizhou          | 海州区           | Hǎizhōu Qū               | 280,000          | 97         | 2,887           |
| 2    | Distrito Xinqiu           | 新邱区           | Xīnqiū Qū                | 90,000           | 128        | 703             |
| 3    | Distrito Taiping          | 太平区           | Tàipíng Qū               | 180,000          | 108        | 1,667           |
| 4    | Distrito Qinghemen        | 清河门区         | Qīnghémén Qū             | 70,000           | 105        | 667             |
| 5    | Distrito Xihe             | 细河区           | Xìhé Qū                  | 160,000          | 126        | 1,270           |
| 6    | Condado Zhangwu           | 彰武县           | Zhāngwǔ Xiàn             | 420,000          | 3,635      | 116             |
| 7    | Condado autónomo de Fuxin | 阜新蒙古族自治县 | Fùxīn Měnggǔzú Zìzhìxiàn | 730,000          | 6,246      | 117             |

## Clima
| Parámetros climáticos promedio de Fuxin (1971−2000) | Parámetros climáticos promedio de Fuxin (1971−2000) | Parámetros climáticos promedio de Fuxin (1971−2000) | Parámetros climáticos promedio de Fuxin (1971−2000) | Parámetros climáticos promedio de Fuxin (1971−2000) | Parámetros climáticos promedio de Fuxin (1971−2000) | Parámetros climáticos promedio de Fuxin (1971−2000) | Parámetros climáticos promedio de Fuxin (1971−2000) | Parámetros climáticos promedio de Fuxin (1971−2000) | Parámetros climáticos promedio de Fuxin (1971−2000) | Parámetros climáticos promedio de Fuxin (1971−2000) | Parámetros climáticos promedio de Fuxin (1971−2000) | Parámetros climáticos promedio de Fuxin (1971−2000) | Parámetros climáticos promedio de Fuxin (1971−2000) |
| Mes                                                 | Ene.                                                | Feb.                                                | Mar.                                                | Abr.                                                | May.                                                | Jun.                                                | Jul.                                                | Ago.                                                | Sep.                                                | Oct.                                                | Nov.                                                | Dic.                                                | Anual                                               |
| --------------------------------------------------- | --------------------------------------------------- | --------------------------------------------------- | --------------------------------------------------- | --------------------------------------------------- | --------------------------------------------------- | --------------------------------------------------- | --------------------------------------------------- | --------------------------------------------------- | --------------------------------------------------- | --------------------------------------------------- | --------------------------------------------------- | --------------------------------------------------- | --------------------------------------------------- |
| Temp. máx. media (°C)                               | −4.0                                                | −0.1                                                | 7.2                                                 | 16.9                                                | 23.7                                                | 27.9                                                | 29.5                                                | 28.6                                                | 24.1                                                | 16.2                                                | 5.9                                                 | −1.5                                                | 14.5                                                |
| Temp. mín. media (°C)                               | −15.9                                               | −12.4                                               | −5.4                                                | 3.3                                                 | 10.5                                                | 16.2                                                | 19.9                                                | 18.2                                                | 11.0                                                | 3.1                                                 | −5.6                                                | −12.8                                               | 2.5                                                 |
| Precipitación total (mm)                            | 2.5                                                 | 2.6                                                 | 10.0                                                | 23.8                                                | 38.9                                                | 77.4                                                | 142.9                                               | 110.4                                               | 55.3                                                | 27.1                                                | 8.5                                                 | 3.3                                                 | 502.7                                               |
| Días de precipitaciones (≥ 0.1 mm)                  | 2.1                                                 | 2.4                                                 | 3.6                                                 | 5.7                                                 | 7.3                                                 | 11.8                                                | 12.5                                                | 11.0                                                | 6.9                                                 | 4.7                                                 | 3.1                                                 | 1.9                                                 | 73.0                                                |
| Fuente: Weather China                               |                                                     |                                                     |                                                     |                                                     |                                                     |                                                     |                                                     |                                                     |                                                     |                                                     |                                                     |                                                     |                                                     |